# Douglas Smith (Spezialeffektkünstler)
Douglas „Doug“ Smith (Kalifornien) ist ein VFX Supervisor, der für Independence Day den Oscar erhielt.

## Leben
Als Sohn von Militärangehörigen wuchs er in der San Francisco Bay Area auf, war in seiner Kindheit aber auch in Marokko und Puerto Rico. Zu Beginn seiner Karriere wurde er von dem von George Lucas frisch gegründeten Unternehmen Industrial Light & Magic angestellt. Dort arbeitete er für den Film Krieg der Sterne als Kamera- und Produktionsassistent. Danach arbeitete er bis 1992 bei Apogee Productions, zu Beginn für die Pilotfolge von Kampfstern Galactica, danach für Filme wie Star Trek: Der Film, Firefox und Mel Brooks’ Spaceballs. 1994 folgte True Lies – Wahre Lügen für das Spezial-Effekt Unternehmen Digital Domain.
1997 erhielt er für Roland Emmerichs Science-Fiction-Film Independence Day zusammen mit Volker Engel, Clay Pinney und Joe Viskocil den Oscar in der Kategorie Beste visuelle Effekte. Seit 1998 arbeitet er für die Rhythm & Hues Studios, für die er als VFX Supervisor arbeitet. Er war unter anderem an den Filmen Die Flintstones in Viva Rock Vegas, Dr. Dolittle 2 und Evan Allmächtig beteiligt.
Er ist Mitglied der Academy of Motion Picture Arts and Sciences, der Visual Effects Society und der Directors Guild of America.

## Filmografie
- 1977: Krieg der Sterne (Star Wars)
- 1978: Kampfstern Galactica (Battlestar Galactica) (Folge 1x01)
- 1979: Star Trek: Der Film (Star Trek: The Motion Picture)
- 1982: Firefox
- 1983: Sag niemals nie (Never Say Never Again)
- 1985: Lifeforce – Die tödliche Bedrohung (Lifeforce)
- 1987: Mel Brooks’ Spaceballs (Spaceballs)
- 1988: Meine Stiefmutter ist ein Alien (My Stepmother Is an Alien)
- 1988: Blue Jean Cop (Shakedown)
- 1992: From Time to Time
- 1992: Timescape
- 1994: True Lies – Wahre Lügen (True Lies)
- 1996: Independence Day
- 1997: Flubber
- 1999: Liberty Heights
- 1999: Schlaflos in New York (The Out-of-Towners)
- 2000: Die Flintstones in Viva Rock Vegas (The Flintstones in Viva Rock Vegas)
- 2001: Dr. Dolittle 2
- 2003: Ein Kater macht Theater (Dr. Seuss’ The Cat in the Hat)
- 2003: Liebe mit Risiko – Gigli (Gigli)
- 2005: Spiel ohne Regeln (The Longest Yard)
- 2006: Garfield 2 (Garfield: A Tail of Two Kitties)
- 2007: Evan Allmächtig (Evan Almighty)
- 2008: Metamorphosis
- 2009: Die Noobs – Klein aber gemein (Aliens in the Attic)
- 2009: Alvin und die Chipmunks 2 (Alvin and the Chipmunks: The Squeakquel)
- 2011: Alvin und die Chipmunks 3: Chipbruch (Alvin and the Chipmunks: Chipwrecked)